# Болотный микроландшафт

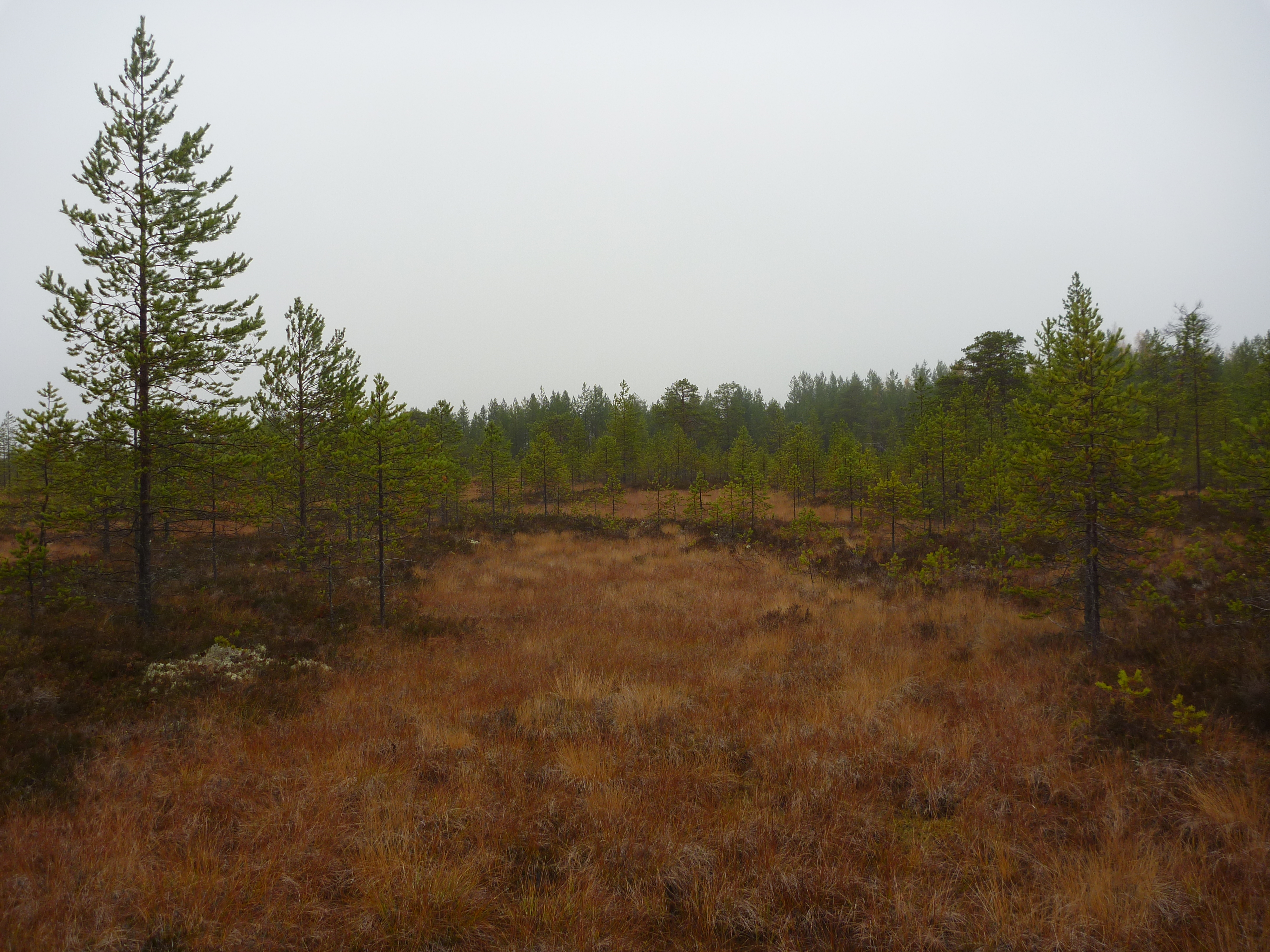
Грядово-мочажинный микроландшафт на Иласском болоте (Архангельская область)

Болотный микроландшафт (однородный болотный ландшафт, болотная фация) — часть болота, однородная по характеру растительного покрова, микрорельефу поверхности и физическим свойствам верхнего (деятельного) горизонта торфяной залежи.
Закономерные сочетания болотных микроландшафтов образуют простые болотные массивы, или болотные мезоландшафты, возникшие из первичного очага заболачивания и отграниченные от других болотных массивов минеральными грунтами.
Площади болотных микроландшафтов колеблются в широких пределах — от нескольких гектаров до многих квадратных километров.

## Классификация микроландшафтов
В основу классификации болотных микроландшафтов положены главным образом ботанические признаки. По этим признакам различают следующие типы микроландшафтов:
- лесные
- травяно-лесные
- древесно-моховые
- травяные
- мохово-травяные
- моховые
- комплексно-моховые

По условиям водноминерального питания среди болотных микроландшафтов выделяют:
- низинные (евтрофные);
- переходные (мезотрофные);
- верховые (олиготрофные).

С точки зрения оценки гидрологического режима и водно-физических свойств болот различают следующие типы микроландшафтов:
- грядово-мочажинные
- грядово-озерково-мочажинные
- грядово-озерковые
- озерково-мочажинные